# Kwak Si-yang
Kwak Si-yang (en hangul, 곽시양; nacido el 15 de enero de 1987) es un actor surcoreano.

## Carrera
Desde 2014 es miembro de la agencia Starhaus Entertainment (스타하우스 엔터테인먼트).
El 1 de octubre de 2015 se unió al grupo "One O One" (101) junto a Song Won-seok, Ahn Hyo-seop y Kwon Do-kyun.
El 5 de septiembre del mismo año formó parte de la cuarta temporada del programa We Got Married donde participó junto a la actriz Kim So Yeon hasta el 9 de abril del 2016.
También apareció en una sesión fotográficas para Cosmopolitan junto a Kim So Yeon y para InStyle.
En 2016 se unió al elenco de la serie The Second Last Love donde interpretó a Park Joon Woo.
El 17 de marzo del mismo año se unió al elenco de la trigésima temporada del programa Law of the Jungle in Sumatra donde participó junto a Kim Byung-man, Peniel, Sungjae, Sejeong, Lee Byung Kyu, KMC y Jo Se Ho.
También se unió al elenco de la serie Chicago Typewriter, donde dio vida a Baek Tae Min / Heo Young Min; el actor Son Sang Yeon interpretó a Tae Min de adolescente. Y apareció como invitado en la serie Fight For My Way dando vida a Kim Nam-il, el hijo de Hwang Bok-hee (Jin Hee-kyung).
En 2018 realizó una aparición especial en la serie Clean with Passion for Now, donde dio vida a un estudiante de la universidad donde asiste Gil Oh-sol (Kim Yoo-jung).
En agosto del 2019 se unió al elenco principal de la serie Welcome 2 Life donde interpretó al oficial de la policía Goo Dong-taek, el compañero de la detective Ra Si-on (Lim Ji-yeon), quien es conocido por tener una personalidad fuerte, hasta el final de la serie el 24 de septiembre del mismo año.
En agosto del 2020 se unió al elenco principal de la serie Alice, donde dio vida a Yoo Min-hyuk, un agente de élite en la organización "Alice" que protege a los viajeros en el tiempo, hasta el final de la serie en octubre del mismo año.
En agosto de 2021 se unió al elenco de la serie Lovers of the Red Sky (también conocida como "Hong Chun Gi"), donde interpretó al Príncipe Soo Yang, un hombre cruel, ambicioso y confiado, que está decidido a convertirse en rey a toda costa.En noviembre del mismo año se unió al elenco de la serie Idol: The Coup (también conocida como "Idol"), donde dio vida a Cha Jae-hyuk, el calculador presidente de la agencia de entretenimiento "Star Piece Entertainment".
En 2022 se unió al elenco de la serie Minamdang, donde interpreta a Gong Soo-chul, un amable y adorable barista de Minamdang durante el día y detective de crímenes violentos por la noche.

## Filmografía

### Series de televisión
| Año  | Título                                  | Personaje                    | Notas                         | Ref.                 |
| ---- | --------------------------------------- | ---------------------------- | ----------------------------- | -------------------- |
| 2014 | Glorious Day                            | Jung Hee-joo                 |                               |                      |
| 2015 | Persevere, Goo Hae-ra                   | Kang Se-jong                 |                               |                      |
| 2015 | Oh My Ghostess                          | Seo-joon                     | 16 episodios                  |                      |
| 2015 | All is Well                             | Kang Gi-chan                 |                               |                      |
| 2016 | Strange Visitor                         | —                            | Serie web                     |                      |
| 2016 | One More Happy Ending                   | exesposo de Sung Yoon        | Ep. 5                         |                      |
| 2016 | Mirror of the Witch                     | Poong Yeon                   | 19 episodios                  |                      |
| 2016 | The Second Last Love                    | Park Joon-woo                |                               |                      |
| 2017 | 2TV Snack                               | —                            | Serie web                     |                      |
| 2017 | Three Color Fantasy - Queen of the Ring | Modelo                       | Ep. 5                         |                      |
| 2017 | Fight For My Way                        | Kim Nam-il                   | 6 episodios                   |                      |
| 2017 | Chicago Typewriter                      | Baek Tae-min / Heo Young-min |                               |                      |
| 2018 | Clean with Passion for Now              | Estudiante universitario     |                               |                      |
| 2019 | Four Men                                | Choi Jin-soo                 |                               |                      |
| 2019 | Welcome 2 Life                          | Goo Dong-taek                | 32 episodios                  |                      |
| 2020 | Alice                                   | Yoo Min-hyuk                 |                               |                      |
| 2021 | Lovers of the Red Sky                   | Príncipe Soo Yang            |                               | [ 22 ]               |
| 2021 | Idol: The Coup                          | Cha Jae-hyuk                 |                               | [ 23 ] [ 24 ]        |
| 2022 | Rookie Cops                             | Kim Hyun-soo                 | Aparición especial, ep. 1     | [ 25 ]               |
| 2022 | Minamdang                               | Gong Soo-chul                |                               |                      |
| 2024 | Chaebol X Detective                     | Jin Seung-joo                |                               | [ 26 ] [ 27 ] [ 28 ] |
| 2024 | Good Partner                            | Cheon Hwan-seo               | Aparición especial, ep. 12-13 | [ 29 ]               |
| 2025 | Exploradora del amor                    | Min Jeong-hyeok              | Aparición especial, ep. 9     | [ 30 ]               |
| 2025 | My Dearest Nemesis                      | Kim Shin-won                 | 12 episodios                  | [ 31 ] [ 32 ] [ 33 ] |
| 2025 | Seguro de divorcio                      | Shin Hyeon-jae               | Aparición especial, ep. 5-6   | [ 34 ] [ 35 ]        |

### Películas
| Año  | Título                     | Personaje      | Notas | Ref.   |
| ---- | -------------------------- | -------------- | --- | ------ |
| 2014 | Night Flight               | Shin Yong-joo  | Junto a Lee Jae-Joon, Choi Jun-ha, Kim Chang-hwan, Jung In-Gi, Lee Ik-joon, Park Mi-Hyun y Park Hyuk-kwon |        |
| 2016 | Sori: Voice From The Heart | Hyun-Soo       | — |        |
| 2016 | Elephant in the Room       | Lee Jae-won    | — |        |
| 2016 | Familyhood                 | Kang Ji-Hoon   | Junto a Kim Hye-soo, Ma Dong-seok, Kim Hyun-soo, Kim Yong-gun, Seo Hyun-jin, Ahn Jae-hong y Chani         |        |
| 2018 | The Witness                | Tae-ho         | Junto a Lee Sung-min, Kim Sang-ho, Jin Kyung, Jung Yoo-min, Kim Sung-kyun y Jung Jae-kwang                |        |
| 2019 | The Battle of Jangsari     | Park Chan-nyun | Junto a Kim Myung-min, Choi Min-ho, Kim Sung-cheol, Lee Jae-wook y Kim In-kwon                            | [ 36 ] |

### Presentador
| Año  | Programa  | Notas         |
| ---- | --------- | ------------- |
| 2017 | Lost Time | junto a TWICE |

### Programas de variedades
| Año     | Programa                     | Notas                                                 | Ref.          |
| ------- | ---------------------------- | ----------------------------------------------------- | ------------- |
| 2015    | SectionTV                    | -                                                     |               |
| 2015-16 | We Got Married               | Ep. 287-316 - participante - junto a Kim So-yeon      |               |
| 2017    | I Live Alone                 | Ep. 204 - invitado - junto a Kang Ki-young            | [ 38 ]        |
| 2017    | Happy Together               | Ep. 495 - invitado                                    |               |
| 2017    | Law of the Jungle in Sumatra | 9 episodios (Ep. 256 - 264) - miembro                 | [ 39 ] [ 40 ] |
| 2018    | Sea Police (Ocean Police)    | miembro                                               | [ 41 ]        |
| 2018    | Running Man                  | Ep. 414 - invitado - junto a Seo Hyo-rim y Kim Roi-ha |               |

### Videos musicales
| Año  | Grupo/Artista        | Canción              | Notas                |
| ---- | -------------------- | -------------------- | -------------------- |
| 2007 | Yoon Hwa Jae In      | "Was Love Like This" | apareció en el video |
| 2009 | Park Bom             | "You and I"          | apareció en el video |
| 2009 | Kim Jae-seop         | "Miss Lee"           | apareció en el video |
| 2009 | SG Wannabe ft. V.O.S | "I Love You"         | apareció en el video |
| 2010 | Baek Ji-young        | "Over Time"          | apareció en el video |
| 2013 | K.Will ft. Chakun    | "Even If U Play"     | apareció en el video |

## Premios y nominaciones
| Año  | Premio                       | Categoría                                                     | Trabajo               | Resultado |
| ---- | ---------------------------- | ------------------------------------------------------------- | --------------------- | --------- |
| 2015 | 2nd Wildflower Film Award    | Best New Actor                                                | Night Flight          | Nominado  |
| 2015 | 15th MBC Entertainment Award | New Star Award                                                | We Got Married        | Ganó      |
| 2015 | 15th MBC Entertainment Award | Best Couple Award (junto a Kim So-yeon)                       | We Got Married        | Nominados |
| 2015 | 29th KBS Drama Award         | Excellence Award, Actor in a Daily Drama                      | All is Well           | Ganó      |
| 2015 | 29th KBS Drama Award         | Popularity Award, Actor                                       | All is Well           | Nominado  |
| 2016 | 11st Asia Model Festival     | New Star Award (Actor)                                        | -                     | Ganó      |
| 2016 | 5th APAN Star Award          | Best New Actor                                                | The Second Last Love  | Nominado  |
| 2016 | 1st Asia Artist Award        | New Actor Award                                               | -                     | Ganó      |
| 2016 | SBS Drama Award              | New Star Award                                                | The Second Last Love  | Ganó      |
| 2018 | 3rd Asia Artist Award        | Choice Award                                                  | -                     | Ganó      |
| 2020 | 28th SBS Drama Award         | Excellence Award, Actor in a Miniseries Fantasy/Romance Drama | Alice                 | Nominado  |
| 2021 | 2021 SBS Drama Award         | Best Character Award, Actor                                   | Lovers of the Red Sky | Ganó      |